# Karaševsko-svinjički dijalekt
Riječ je o govorima Hrvata Karaševa. Riječ je o rubnom dijalektu, koji se nalazi i u područjima oko Karaševa u Rumunjskoj. 
Govor je srodan s govorom pravoslavnih Srba u Svinjici. Karaševci su se vjerojatno doselili na današnje područje u 15.st-u, a obično se smatra da su porijeklom s donjeg toka Timoka.

Glavne karakteristike su;
- većinom koriste šwa kao kontinuant refleksa poluglasa, kao druge vrijednosti se javljaju [e] i [a], a mjestimično se javlja i [i]
- pod naglaskom se čuva zatvoreno e, a izvan naglaska je jat obično dao i
- [e] i prednji nazal su se spojili u otvoreno e
- čuva se samoglasno [l], pri čemu se često ispred njega razvija šwa
- na kraju riječi se čuva [l]
- čuvaju se palatalni plozivi [t'] i [d']
- jotiraju se i labijali [s*blje], ali ne i u trpnom pridjevu [dimeno]
- artifikati [č] i [dž] se izgovaraju umekšano
- [x] se čuva rijetko na početku riječi ispred vokala
- javlja se artifikat [dc], obično u inicijalnoj skupini -dcv [dcvezda], [dcvono]
- čuva se i dočetna skupina -st npr. grost (grozd)
- čuva se č ispred r, uz razvijanje sekundarnog vokala npr. [čerešnje] (trešnje), [čerevo] (crijevo), č*rn (crn)
- imaju jednonaglasni sustav, stari kratki naglasak je povučen s posljednjeg sloga
- instrumental jednine muškog i srednjeg roda ima nastavak -am, kao i u sjevernoslavenskim jezicima
- koristi se katolički nomenklatura u sakralnom rječniku (put križa, iako postoji i krst, itd...)

Govor spada u skupinu torlačkih.